# И-Тайп
Бу Мартин Eрик Eриксон (на шведски: Bo Martin Erik Eriksson), по-известен като И-Тайп (E-Type), е шведски музикален изпълнител и автор на песни в стил евроденс.
Псевдонимът И-Тайп е взет от спортния автомобил Jaguar E-type.
Женските партии в композициите на И-Тайп изпълняват сканданивските вокалистки Нана Недин, Тереза Лоф (бивш член на поп-групата One More Time) и Линда Андерсон, беквокалистки са Мартина Едоф и Анни Кратс-Гуто.
Голямата атракция в клиповете и концертите на И-Тайп е кюрдката Дилнарин „Ди“ Демирбаг.